# Cryptacanthodes maculatus
Cryptacanthodes maculatus és una espècie de peix de la família dels criptacantòdids i de l'ordre dels perciformes.

## Morfologia
Mesura fins a 97 cm de llargària. Cap aplanat amb crestes i la boca obliqua i cap amunt. Aletes dorsal i anal unides amb la caudal. Aletes pectorals petites i absència de les pelvianes.

## Ecologia
És un peix marí, demersal (fins als 110 m de fondària) i de clima temperat (55°N-39°N), el qual viu a l'Atlàntic occidental: els fons tous i fangosos des de Nova Escòcia (Quebec) i el sud de la península del Labrador (Canadà) fins a Nova Jersey (Estats Units).<ref"> Robins, C.R., R.M. Bailey, C.E. Bond, J.R. Brooker, E.A. Lachner, R.N. Lea i W.B. Scott, 1991. Common and scientific names of fishes from the United States and Canada. Am. Fish. Soc. Spec. Pub. (20):183 p.</ref>
Menja principalment fauna bentònica que troba al voltant del seu cau (com ara, amfípodes, poliquets, gambetes i peixets).
Als Estats Units és depredat per Raja radiata i Sebastes fasciatus.
És inofensiu per als humans.